# Raimea
Raimea (Raimera, Raemean, Raimean) ist ein osttimoresischer Suco im Verwaltungsamt Zumalai (Gemeinde Cova Lima). Der Name bedeutet übersetzt „Lehm“.

## Geographie

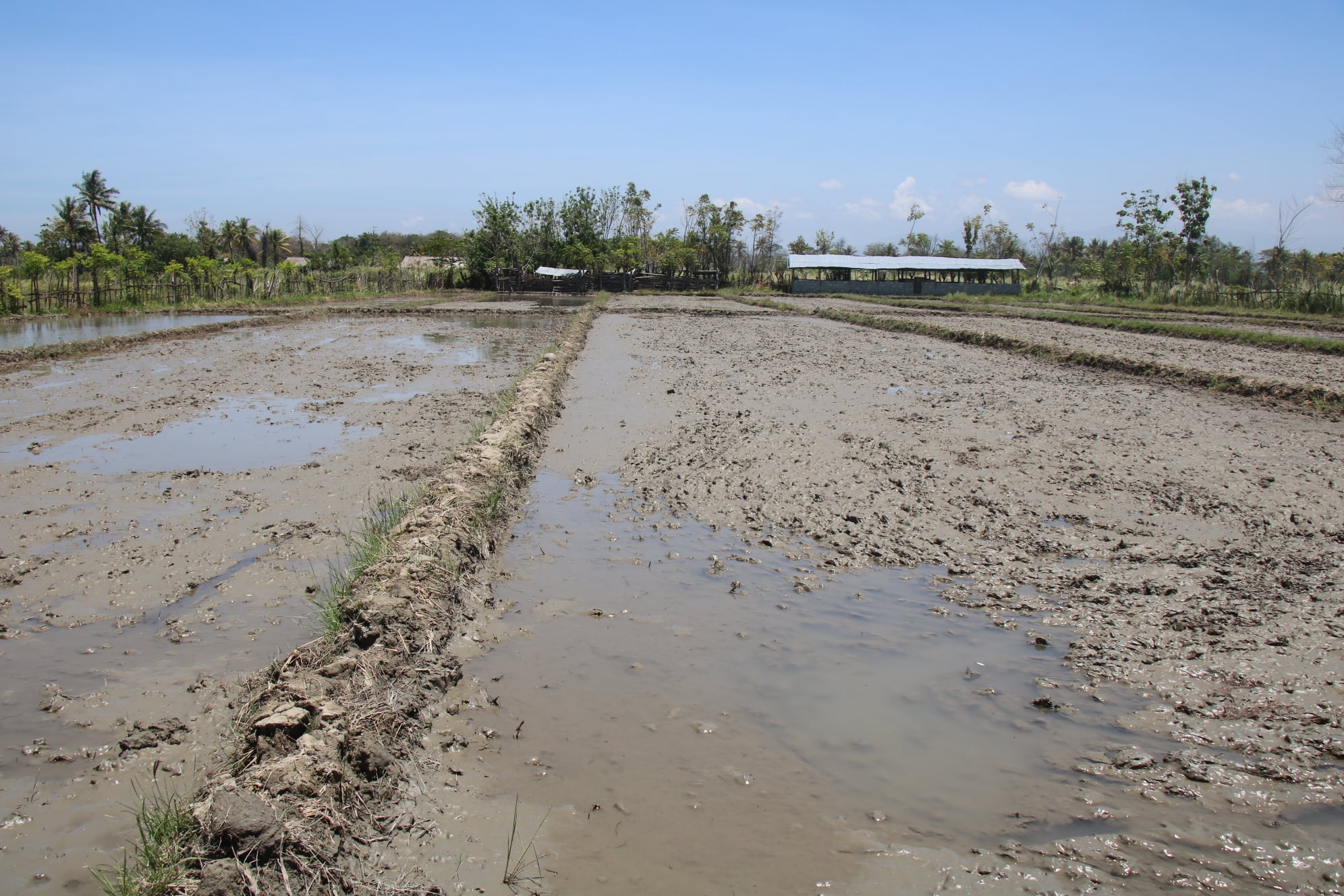
Reisfeld vor der Pflanzung in der Aldeia Webaba, Raimea (Sept. 2021)

Vor der Gebietsreform 2015 hatte Raimea eine Fläche von 97,60 km². Nun sind es 75,13 km². Raimea liegt an der Südküste Timors an der Timorsee. Westlich befinden sich der Suco Tashilin und nordwestlich Zulo und Lour. Im Osten grenzt Raimea an die Gemeinde Ainaro mit seinen Sucos Cassa (Verwaltungsamt Ainaro) und Leolima (Verwaltungsamt Hato-Udo). Durch den Westen des Sucos fließt der Fluss Mola. Kurz vor seiner Mündung folgt er der Grenze zu Tashilin. Der Belulik fließt zunächst entlang der Grenze zu Leolima, bevor er in Raimea den Lagoa Oebaba durchfließt und schließlich in die Timorsee mündet.
Quer durch den Suco führt die südliche Küstenstraße, eine der wichtigsten Verkehrswege des Landes. An ihr liegen die Dörfer Zobete, Fatukao, Raifila, Leonti, Heli Key, Hare Cain (Harekain), Holitol, Oerbora, Oeulitai (Oeulitia), Bebora und Oebata (Oebaba, Oebaha). Südlich davon liegen die Orte Beilaco A (Beilako A), Beilaco B (Beilako B), Audian (Tetum für „dornenfreier Bambus“), Uma Claran (Umaklaran), Raimea und Loro. Zobete gehört, genauso wie Mape (Bunak für „Fischadler“), Lepokanua und Naguidal (Nagidal) im Nordwesten des Sucos, zum Siedlungszentrum Zumalai. Grundschulen gibt es in Naguidal, Zobete, Hare Cain, Oebata, Beilaco (Escola Primaria Catolica Beilaco) und Loro. Der Ort Raimea liegt im Westen des Sucos, nahe dem Ort Loro. Das Siedlungszentrum Zumalai verfügt außerdem über ein kommunales Gesundheitszentrum, einen Hubschrauberlandeplatz und zwei Schulen zur Vorbereitung auf die Sekundärstufe. Eine weitere Prä-Sekundärschule gibt es in Beilaco, ebenso eine medizinische Station. In Loro befindet sich zudem ein Hubschrauberlandeplatz für Notfälle.
Im Suco befinden sich die vier Aldeias Beilaco, Loro, Uma Claran und Webaba (Oebaba).

## Einwohner

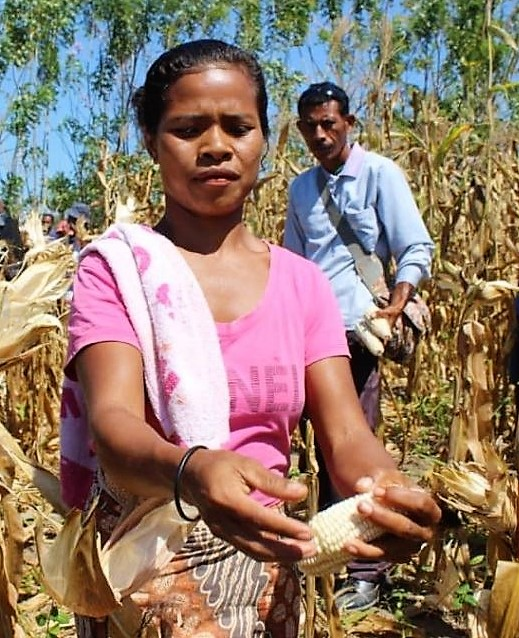
Maiseernte in Raimea

Im Suco leben 2.450 Einwohner (2022), davon sind 1.224 Männer und 1.226 Frauen. Im Suco gibt es 646 Haushalte. Über 55 % der Einwohner geben Bunak als ihre Muttersprache an. Knapp 24 % sprechen Kemak, knapp 12 % Tetum Terik, etwa 5 % Tetum Prasa und eine kleine Minderheit Mambai.

## Geschichte
Raimea war eines der traditionellen Reiche Timors, die von einem Liurai regiert wurden. Es erscheint auf einer Liste von Afonso de Castro, einem ehemaligen Gouverneur von Portugiesisch-Timor, der im Jahre 1868 47 Reiche aufführte. Bei der Rebellion von Manufahi (1911 bis 1912) verbündete sich Raimea mit den gegen die portugiesischen Kolonialmacht aufbegehrenden Boaventura, Liurai von Manufahi. Nach dessen Niederlage wurde das Gebiet des Reiches Raimea von Gouverneur Filomeno da Câmara de Melo Cabral direkt der Kolonialregierung unterstellt, um darauf Plantagen zu errichten.
Aufgrund von Überschwemmungen des Flusses Mola im April 2010 mussten mindestens 168 Familien in Raimea in Notzelten untergebracht werden.

## Politik
Bei den Wahlen von 2004/2005 wurde Mateus zum Chefe de Suco gewählt. Bei den Wahlen 2009 gewann Jorge Ferreira und 2016 Januario Gomes Nahak.